# David Weersma
Pas d'image ? Cliquez ici

a Compétitions nationales et continentales officielles uniquement.

b Matchs officiels uniquement.
Dernière mise à jour le 26 mars 2022.
David Weersma, né le 9 avril 1996, est un joueur néerlandais de rugby à XV qui évolue au poste de centre ou de demi d'ouverture. 

## Biographie
Il débute le rugby à 6 ans, au sein du Haagsche Rugby Club (nl) à La Haye. Il y a joue toute son enfance avant de rejoindre un pôle régional néerlandais, la Rugby Academy Zuid West. A 16 ans, il bénéficie d'une bourse au sein d'un programme d'échange avec l'Afrique du Sud pour rejoindre la Northwood School (en) de Durban, puis l'académie de la Western Province de Stellenbosch.
À la suite de sa formation, il arrive en France au sein FC Saint-Claude, alors en Fédérale 3. Il débute aussi sous le maillot néerlandais face à l'Ukraine. La saison suivante, il intègre le club de SC Graulhet, en Fédérale 1. Mais le club se restructure, et il décide de partir, pour rejoindre Bourges XV, en Fédérale 2.
Après 3 saisons en France, il décide de partir en Espagne et signe au sein de l'Aparejadores Rugby, en División de Honor. Il passe trois saisons en Espagne, puis rentre aux Pays-Bas. Il intègre la franchise du Delta qui évolue en Rugby Europe Super Cup, et évolue en parallèle en club au sein du Haagsche RC.

## Statistiques en équipe nationale
| Année | Compétition   | Matchs | Points | Essais | Transf. | Drops | Pénal. |
| ----- | ------------- | ------ | ------ | ------ | ------- | ----- | ------ |
| 2016  | RET 2016-2017 | 2      | 20     | 1      | 6       | -     | 1      |
| 2017  | RET 2016-2017 | 2      | 26     | -      | 1       | -     | 8      |
| 2017  | RET 2017-2018 | 1      | -      | -      | -       | -     | -      |
| 2018  | RET 2017-2018 | 2      | 2      | -      | 1       | -     | -      |
| 2018  | RET 2018-2019 | 2      | 19     | -      | 2       | -     | 5      |
| 2019  | RET 2019-2020 | 2      | -      | -      | -       | -     | -      |
| 2020  | RET 2019-2020 | 1      | 34     | -      | 11      | -     | 4      |
| 2021  | REC           | 3      | 13     | -      | 5       | -     | 1      |
| 2022  | REC           | 3      | 7      | -      | 2       | -     | 1      |
| Total | Total         | 18     | 121    | 1      | 28      | -     | 20     |

| Essai | Adversaire | Lieu             | Compétition      | Date            | Résultat | Score |
| ----- | ---------- | ---------------- | ---------------- | --------------- | -------- | ----- |
| 1     | Ukraine    | Arena Lviv, Lviv | ENC 1B 2016-2017 | 5 novembre 2016 | Victoire | 12-54 |